# سيمون ميلتون
سيمون ميلتون (بالإنجليزية: Simon Milton)‏ (23 أغسطس 1963 في المملكة المتحدة - ) هو لاعب كرة قدم بريطاني في مركز الوسط. لعب مع إيبسويتش تاون ونادي توركي يونايتد وبرينتري تاون وبري تاون ونادي إكزتر سيتي.

## وصلات خارجية
- سيمون ميلتون على موقع قاعدة بيانات كرة القدم.إي يو (الإنجليزية)
- سيمون ميلتون على موقع Soccerbase.com (لاعب) (الإنجليزية)
- سيمون ميلتون على موقع عالم كرة القدم.نت (الإنجليزية)